# فيل البحر الشمالي
فيل البحر الشمالي هو أحد نوعين من فيل البحر (النوع الأخر فقمة الفيل الجنوبية).تعيش شرق المحيط الهادي من ألاسكا شمالاً حتى المكسيك.